# 6 onsdage
6 onsdage er en kortfilm instrueret af Christian Dyekjær efter eget manuskript.

## Handling
René er en af byens førende kørelærer, men i privatlivet mærkes ensomheden. Derfor søger René trøst hos Mona hver onsdag. Se hvordan Renés liv ændrer sig over 6 onsdage.